# Tour del País sículo
El Tour del País sículo (en rumano: Tour Tinutului Secuiesc) es una carrera ciclista profesional por etapas que se disputa en Rumanía en el País sículo (Transilvania).
Se comenzó a disputar en 2007 como carrera amateur. Desde el 2008 forma parte del UCI Europe Tour, dentro la categoría 2.2 (última categoría del profesionalismo).

## Palmarés
En amarillo: edición amateur.
| Año  | Ganador             | Segundo             | Tercero                |
| ---- | ------------------- | ------------------- | ---------------------- |
| 2007 | Zoltán Remák        | Péter Kusztor       | Rida Cador             |
| 2008 | Martin Hebík        | Gergely Ivanics     | Svetoslav Tchanliev    |
| 2009 | Vitaliy Popkov      | Istvan Cziraki      | Aurélien Passeron      |
| 2010 | Evgeni Gerganov     | Walter Pedraza      | Bruno Rizzi            |
| 2011 | Florian Bissinger   | Ioannis Tamouridis  | Martin Grashev         |
| 2012 | Vitaliy Popkov      | Anatoliy Pakhtusov  | Matej Marin            |
| 2013 | Georgi Georgiev     | Vitaliy Popkov      | Laurent Evrard         |
| 2014 | Stefan Hristov      | Georgi Georgiev     | Oleg Berdos            |
| 2015 | Clemens Fankhauser  | Oleg Zemlyakov      | Serghei Țvetcov        |
| 2016 | Kiril Pozdniakov    | Alexandr Shushemoin | Matej Mugerli          |
| 2017 | Patrick Bosman      | Christian Mager     | Nicolae Tanovitchii    |
| 2018 | Nicolae Tanovitchii | Oleksandr Prevar    | Andrii Bratashchuk     |
| 2019 | Jonas Rapp          | Paolo Totò          | Dominik Hrinkow        |
| 2020 | Jakub Kaczmarek     | Serghei Țvetcov     | Stanisław Aniołkowski  |
| 2021 | Alan Banaszek       | Daniel Auer         | Andrea Guardini        |
| 2022 | Szymon Rekita       | Emil Dima           | Maciej Paterski        |
| 2023 | Martin Messner      | Torbjørn Andre Røed | Cristian Raileanu      |
| 2024 | Lev Gonov           | Michael Kukrle      | Matthias Schwarzbacher |
| 2025 | Dominik Neuman      | Nikiforos Arvanitou | Alan Banaszek          |

## Palmarés por países
| País            | Victorias |
| --------------- | --------- |
| Bulgaria        | 3         |
| Polonia         | 3         |
| Austria         | 3         |
| Ucrania         | 2         |
| Alemania        | 2         |
| Rusia           | 2         |
| República Checa | 2         |
| Eslovaquia      | 1         |
| Moldavia        | 1         |